# Jeroni Albanell i Almogàver
Jeroni Albanell i Almogàver   (c. 1525 - valor desconegut) fou un militar català, fill de Galceran Albanell i Durall i pare de Galceran Albanell i Girón de Rebolledo.
Va lluitar a Alger contra els turcs el 1541, a Alemanya contra els protestants el 1547 i a Metz contra els francesos el 1552.